# Club Baloncesto Gran Canaria 2004-2005
Questa voce raccoglie le informazioni riguardanti il Club Baloncesto Gran Canaria nelle competizioni ufficiali della stagione 2004-2005.

## Stagione
La stagione 2004-2005 del Club Baloncesto Gran Canaria è la 14ª nel massimo campionato spagnolo di pallacanestro, la Liga ACB.

## Roster
Aggiornato al 26 novembre 2021.
| Gran Canaria 2004-05 | Gran Canaria 2004-05 |
| Giocatori            | Staff tecnico        |
| -------------------- | -------------------- |

| N. | Naz.                                         | Ruolo | Nome                      | Anno | Alt.   | Peso   |  |
| -- | -------------------------------------------- | ----- | ------------------------- | ---- | ------ | ------ |  |
| 5  | Stati Uniti (bandiera) · Germania (bandiera) | GA    | Jason Klein               | 1976 | 200 cm | 90 kg  |  |
| 6  | Spagna (bandiera)                            | P     | Salva Camps               | 1979 | 181 cm |        |  |
| 7  | Senegal (bandiera) · Spagna (bandiera)       | AG    | Sitapha Savané            | 1978 | 202 cm | 105 kg |  |
| 8  | Stati Uniti (bandiera) · Nigeria (bandiera)  | AP    | Ime Udoka                 | 1977 | 198 cm | 96 kg  |  |
| 9  | Spagna (bandiera)                            | P     | Gonzalo Echevarría        | 1986 | 187 cm |        |  |
| 11 | Spagna (bandiera)                            | GA    | Roberto Guerra            | 1983 | 196 cm |        |  |
| 12 | Spagna (bandiera)                            | AP    | Roger Esteller            | 1972 | 191 cm | 96 kg  |  |
| 15 | Stati Uniti (bandiera)                       | C     | Will McDonald             | 1979 | 209 cm | 120 kg |  |
| 13 | Spagna (bandiera)                            | C     | Eduardo Hernández-Sonseca | 1983 | 212 cm | 106 kg |  |
| 19 | Grecia (bandiera)                            | AC    | Fōtīs Lampropoulos        | 1983 | 206 cm | 104 kg |  |
| 20 | Stati Uniti (bandiera) · Irlanda (bandiera)  | A     | Jim Moran                 | 1978 | 200 cm | 103 kg |  |
| 22 | Spagna (bandiera)                            | P     | Gonzalo Martínez          | 1974 | 178 cm |        |  |
| 25 | Stati Uniti (bandiera)                       | PG    | Billy Keys                | 1977 | 188 cm | 93 kg  |  |
| 45 | Argentina (bandiera) · Italia (bandiera)     | AG    | Víctor Baldo              | 1977 | 201 cm | 102 kg |  |
| -  | Spagna (bandiera)                            | P     | Gabriel Alonso            | 1983 | 186 cm |        |  |
| -  | Spagna (bandiera)                            | AP    | Añaterve Cruz             | 1986 | 196 cm |        |  |
| -  | Spagna (bandiera)                            | P     | Guillermo Jorge           | 1988 | 186 cm |        |  |

| Allenatore                                                                                 |
| - Pedro Martínez                                                                           |
| Assistente/i                                                                               |
| - Octavio José González - Himar Ojeda Legenda - (C) Capitano - (IN) Inattivo - Infortunato |

## Mercato

### Sessione estiva
| Acquisti | Acquisti                  | Acquisti          | Acquisti   | Acquisti |
| R.a      | Nome                      | da                | Modalità   |          |
| -------- | ------------------------- | ----------------- | ---------- | -------- |
| C        | Eduardo Hernández-Sonseca | Real Madrid       | definitivo |          |
| P        | Salva Camps               | Minorca           | definitivo |          |
| AC       | Fōtīs Lampropoulos        | Mataró            | definitivo |          |
| AG       | Sitapha Savané            | Tenerife          | definitivo |          |
| AP       | Ime Udoka                 | Charleston Lowg.s | definitivo |          |
| C        | Will McDonald             | Élan Chalon       | definitivo |          |

| Cessioni | Cessioni        | Cessioni           | Cessioni       | Cessioni |
| R.       | Nome            | a                  | Modalità       |          |
| -------- | --------------- | ------------------ | -------------- | -------- |
| G        | Kirk Penney     | Asheville Altitude | fine contratto |          |
| AC       | Marcus Goree    | Pall. Treviso      | fine contratto |          |
| C        | Fran Vázquez    | Málaga             | fine prestito  |          |
| P        | Patricio Reynés | Minorca            | fine contratto |          |
| AC       | Alexis Montas   | Ciudad de Huelva   | fine contratto |          |
| P        | Javier Alvarado | Ciudad de Huelva   | fine contratto |          |

### Dopo l'inizio della stagione
| Acquisti | Acquisti       | Acquisti       | Acquisti        | Acquisti   |
| R.       | Nome           | da             | Data            | Modalità   |
| -------- | -------------- | -------------- | --------------- | ---------- |
| PG       | Billy Keys     | Dakota Wizards | 7 gennaio 2005  | definitivo |
| AP       | Roger Esteller | Lleida         | 1 febbraio 2005 | definitivo |

| Cessioni | Cessioni           | Cessioni   | Cessioni       | Cessioni    |
| R.       | Nome               | a          | Data           | Modalità    |
| -------- | ------------------ | ---------- | -------------- | ----------- |
| AP       | Ime Udoka          | Free agent | gennaio 2005   | rescissione |
| P        | Salva Camps        | Minorca    | 18 aprile 2005 | rescissione |
| AC       | Fōtīs Lampropoulos | Tarragona  | aprile 2005    | rescissione |